# Nicolas Pratt
Nicolas Pratt (ur. 10 lipca 1985 w Bergen) – kanadyjski wioślarz.

## Osiągnięcia
- Mistrzostwa Świata U-23 – Hazewinkel 2006 – czwórka bez sternika wagi lekkiej – 9. miejsce[1].
- Mistrzostwa Świata U-23 – Glasgow 2007 – czwórka bez sternika wagi lekkiej – 8. miejsce[1].
- Mistrzostwa Świata – Linz 2008 – ósemka wagi lekkiej – 6. miejsce[1].